# Helmut Lambers

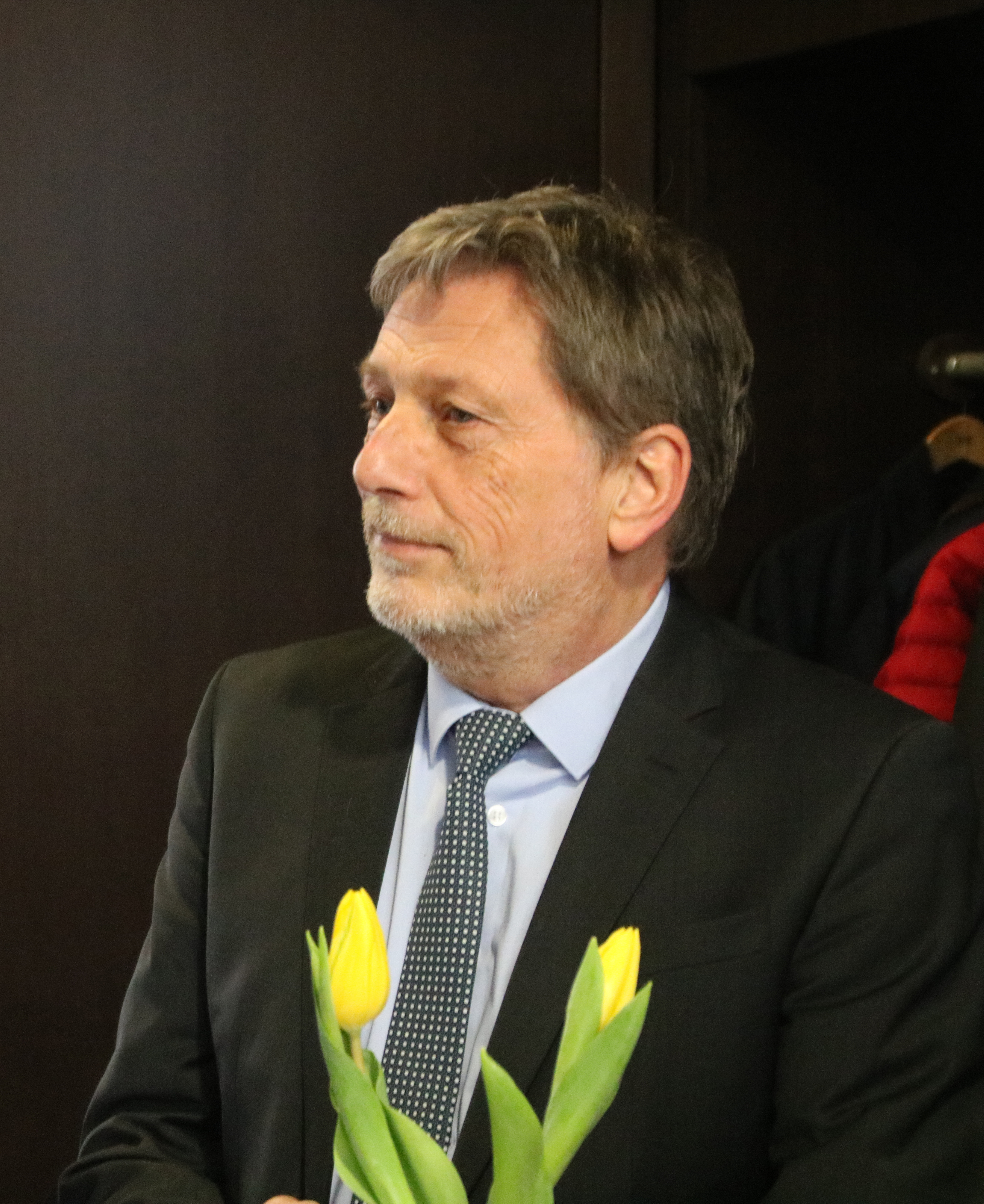
Helmut Lambers

Helmut Michael Martin Lambers (* 1953) ist ein deutscher Pädagoge und Sozialpädagoge und lehrte als Professor von 1999 bis 2019 an der Katholischen Hochschule NRW in Münster im Fachbereich Sozialwesen/Soziale Arbeit.

## Leben
Von 1973 bis 1976 studierte Lambers Sozialpädagogik an der Katholischen Hochschule Nordrhein-Westfalen, Abteilung Münster. Danach war er von 1976 bis 1986 als graduierter Sozialpädagoge in einer heilpädagogischen Einrichtung der stationären Jugendhilfe für Kinder und Jugendliche in Trägerschaft des Hauses vom Guten Hirten tätig. Er durchlief hier verschiedene Stationen; von der Freizeitpädagogik über die Elternarbeit bis zuletzt zur Einrichtungsleitung.
1978 studierte er berufsbegleitend Erziehungswissenschaft an der Universität Osnabrück und beendete dort das Studium als Diplom-Pädagoge. 1983 übernahm er die Leitung der heilpädagogischen stationären Einrichtung im Haus vom Guten Hirten, Münster.
Von 1987 bis 1988 leitete er das Ludwigsheim, eine sozialpädagogische Einrichtung in Trägerschaft des Sozialdienstes katholischer Männer e. V. (SKM). Das Ludwigsheim war eine Einrichtung der Jugendhilfe für Jugendliche und junge Volljährige. Weiterhin bot sie Eingliederungshilfe für junge Erwachsene mit einer Behinderung sowie Hilfe zur Überwindung besonderer sozialer Schwierigkeiten für junge Erwachsene an. Der Einrichtung angegliedert war eine Schutz- und Beratungsstelle für Kinder und Jugendliche. Von 1989 bis 1999 war Lambers Geschäftsführer in der freien Wohlfahrtspflege (Verein und gemeinnützige GmbH) mit den Schwerpunkten: Jugendberufshilfe, Sozial- und Schuldnerberatung, gesetzliche Betreuung, Wohnungslosenhilfe und Inobhutnahme (SGB VIII).
Die Promotionsurkunde mit dem Grad eines Doktors der Philosophie wurde ihm am 12. Juli 1995 von der Universität Bremen im Fachbereich Erziehungs- und Gesellschaftswissenschaften verliehen. Thema der Dissertation: Heimerziehung als kritisches Lebensereignis – eine empirische Längsschnittuntersuchung über Hilfeverläufe im Heim aus systemischer Sicht. Sein Doktorvater war Jürgen Blandow.
Von 1999 bis 2019 lehrte er als Professor an der Katholischen Hochschule Nordrhein-Westfalen, Abteilung Münster. Dort war er von 2000 bis 2005 u. a. Studiengangsleiter des von ihm miteingeführten, postgradualen Masterstudienganges Sozialmanagement
Lambers ist verheiratet und hat zwei Söhne und zwei Enkel.

## Forschung und Lehre
An Forschungsprojekten sind besonders zu nennen:
- Empirische Untersuchung zur Selbsteinschätzung ehrenamtlichen Engagements in den nordrhein-westfälischen Flüchtlingssozialdiensten (2004)[3]
- Verbesserung der gesellschaftlichen Teilhabe von Menschen mit geistiger Behinderung in Wohneinrichtungen – Projektbeispiele zur Qualitätssicherung (2004)[4]
- Untersuchung der Relevanz systemtheoretischer Perspektiven für die Reflexion historischer und systematischer Aspekte Sozialer Arbeit (2008)[5]
- Systematischer Vergleich professions- und disziplintheoretischer Hauptströmungen Sozialer Arbeit (2013)[6]
- Neue disziplintheoretische Ansätze der Sozialen Arbeit und Konturierungen einer Sozialarbeitswissenschaft (2017)[7]

Neben der Geschichte und Theoriebildung hat Lambers vor allem zur soziologischen Reflexion (2010, 2014) und zum Organisationsmanagement Sozialer Arbeit gearbeitet (2015a). Zum Organisationsmanagement entstand ein auf systemtheoretischer Grundlage entwickeltes Managementmodell. Als reflexionstheoretischen Referenzrahmen wählt Lambers hier die soziologische Theorie sozialer Systeme von Niklas Luhmann. Gleiches trifft auf die Arbeit zur systemtheoretischer Reflexion Sozialer Arbeit zu. Ebenso nimmt das Grundlagenwerk zur Geschichte Sozialer Arbeit (2018) deutliche Bezüge zur soziologischen Systemtheorie.
Helmut Lambers hat sich vor allem um die Weiterentwicklung der Disziplin Sozialer Arbeit verdient gemacht. Seine Grundlagenwerke zur Geschichte (2018) und zu Disziplintheorien Sozialer Arbeit (2013, 2023) zeichnen sich vor allem durch detailliert und verlässlich recherchierte Informationen sowie ein das umfangreich zusammengetragene Wissen strukturierendes Vorgehen aus. Dabei geht Lambers stets wertschätzend mit den vorliegenden Entwicklungslinien und Theorien Sozialer Arbeit um. Er hat einen wesentlichen Beitrag dazu geleistet, dass Entwicklungslinien, Traditionen und Disziplintheorien nicht in einem destruktiven Streit, sondern in einer wertschätzenden, konstruktiven, gegenseitigen Bereicherung betrachtet und aufeinander bezogen werden. Gerade mit Blick auf die sich bereichernden Inhalte zeigen sich Konturen der Disziplin Sozialer Arbeit, die sich als Zusammenführung der Professions- und Disziplintraditionen der Sozialarbeit und Sozialpädagogik verstehen lässt. Dazu hat Helmut Lambers ordnende Kriterien sowie eine Struktur der Einteilung der Disziplintheorien Sozialer Arbeit benannt und erfolgreich angewandt. Sein Grundlagenbuch „Theorien der Sozialen Arbeit“ kann als Kompendium zentraler Disziplintheorien verstanden werden. Es umfasst alle vorliegenden, zentralen Disziplintheorien, die in ihren wesentlichen Inhalten und diskursiven Kontexten zusammenfassend vorgestellt und diskutiert werden. Die Aufarbeitungen von Lambers zeigen eine Fülle von reflexions-, professionalisierungs- und professionstheoretischen sowie disziplintheoretischen Ansätzen in der Theorieproduktion der Sozialen Arbeit. Anhand von begriffsgeschichtlichen, gegenstandsbezogenen, formaltheoretischen sowie wissenschafts- und bezugstheoretischen Merkmalen der Theoriebildungen werden Möglichkeiten der Integration aufgezeigt.
Aus dem Grundlagenwerk des Theorienkompendiums und Theorienvergleiches ist eine verfilmte und veröffentlichte Interviewreihe entstanden. Helmut Lambers und Martin Klein haben fast alle dort rezipierten Theoretiker zu ihrem disziplintheoretischen Verständnis Sozialer Arbeit befragt. Die Interviews sind öffentlich zugänglich auf der Internetseite www.theorien-sozialer.arbeit.de. Damit ist sowohl ein dauerhaft verfügbares Datenarchiv mit Theoretikerinnen und Theoretikern Sozialer Arbeit entstanden als auch ein vergleichender Überblick über Disziplintheorien Sozialer Arbeit. Mittlerweile haben mehr als eine Million Menschen diese Seite besucht.
Die Arbeit von Lambers bündelt die bisherigen disziplintheoretischen Entwicklungslinien und stellt damit eine anerkannte Grundlage für weitere Entwicklungen der Profession und Disziplin Sozialer Arbeit dar.

## Werke (Auswahl)
2023: Theorien Sozialer Arbeit. Ein Kompendium und Vergleich. Opladen und Toronto, 6. Auflage
2022: mit Jan V. Wirth: Soziale Arbeit – 75 Lern- und Praxiskarten zu Theorien, Methoden und Gesprächstechniken Beltz 18. Mai 2022.
2021: Professionalisierung in der Sozialen Arbeit. Geschichte der Sozialen Arbeit (in Deutschland). HFH Hamburger Fernhochschule
2019: Theorievielfalt – Free Jazz oder Blues? In: Birgmeier, Bernd; Mührel, Eric; Winkler, Michael (Hrsg.): Sozialpädagogische SeitenSprünge. Einsichten von außen, Aussichten von innen: Befunde und Visionen zur Sozialpädagogik. Weinheim, S. 138–142
2018: Geschichte der Sozialen Arbeit. Wie aus Helfen Soziale Arbeit wurde. UTB (Stuttgart), 2. Auflage. 278 Seiten
2017a: Organisationskommunikation als Kritik. In: Krieger, Wolfgang/Sierra Barra, Sebastian (Hrsg.). Systemisch – kritisch? Zur Kritischen Systemtheorie und zur systemisch- kritischen Praxis der Sozialen Arbeit. Stuttgart, S. 295–313
2017b: Ein systemtheoretisch reflektiertes Managementmodell für die Soziale Arbeit und die Sozialwirtschaft. In: Schwarz, Gotthard; Wöhrle, Armin; Fritze, Agnès; Prinz, Thomas (Hrsg.): Sozialmanagement – eine Zwischenbilanz. Wiesbaden, S. 141–155
2016: Sozialwirtschaft in der Renditefalle? Ein Plädoyer für mehr ökonomische Bescheidenheit in der Sozialwirtschaft. In: Wöhrle, Armin (Hrsg.): Moral und Geschäft. Positionen zum ethischen Management in der Sozialwirtschaft. Sonderband der beiden Zeitschriften SOZIALwirtschaft und Blätter der Wohlfahrtspflege. Baden-Baden, S. 65–78
2015a: Management in der Sozialen Arbeit und in der Sozialwirtschaft. Ein systemtheoretisch reflektiertes Managementmodell. Weinheim und Basel
2015b: Ökonomische Bescheidenheit statt Sozialrendite. In: SOZIALwirtschaft. Zeitschrift für Führungskräfte in sozialen Unternehmungen. Jahrgang 25. Bundesarbeitsgemeinschaft der Freien Wohlfahrtspflege e. V., Berlin. Heft 6, S. 13–15
2014: Reflexionsgrundlagen Sozialer Arbeit. Eine systemtheoretische Einführung. Weinheim und Basel
2011a: Wie erreicht Soziale Arbeit Gesellschaft? Einige Thesen aus systemtheoretischer Sicht. In: Netzwerke, Systemtheorie und Soziale Arbeit. Journal der Deutschen Gesellschaft für Systemische Soziale Arbeit. 2. Jahrgang November 2011. Heft 2+3, S. 93–118
2011b: Selbstreflexive Heimerziehung. In: Macsenaere, Michael/Hiller, Stephan/Fischer, Klaus (Hrsg.): Outcome in der Jugendhilfe gemessen. Freiburg im Breisgau, S. 69–74
2011c: Heimerziehungsforschung – eine kleine Bilanz. In: Macsenaere, Michael/Hiller, Stephan/Fischer, Klaus (Hrsg.): Outcome in der Jugendhilfe gemessen. Freiburg im Breisgau, S. 53–60
2010: Systemtheoretische Grundlagen Sozialer Arbeit. Opladen
2004a: Teilhabe am Leben in der Gesellschaft – Eine Aufgabe für die Qualitätsentwicklung. In: Qualitätsentwicklung konkret. Verbesserung der gesellschaftlichen Teilhabe von Menschen mit geistiger Behinderung in Wohneinrichtungen. Projektbeispiele zur Qualitätsentwicklung, Aachen, S. 12–18
2004b: Bürgerschaftliches Engagement im Flüchtlingssozialdienst: Empirische Untersuchung zur Selbsteinschätzung ehrenamtlichen Engagements. Aachen
2003a: Neue Wege zur Gewinnung Ehrenamtlicher im gesetzlichen Betreuungswesen – Erste Erfahrungen mit einem Pilotprojekt. Tagungsdokumentation 10 Jahre Betreuungsrecht, SKM – Kath. Verein für Soziale Dienste in Münster e.V., Münster
2003b: Kooperation mit dem University College of Cork, Ireland. KFH international No. 1, 03/03 – Berichte aus Lehre und Studium auf internationaler Ebene, Köln
2002a: Soziale Arbeit ist weder Kostgänger noch Cash-Cow! Controlling und Qualifizierung pädagogischer Praxis. In: Greving, Heinrich (Hg.): Hilfeplanung und Controlling in der Heilpädagogik, Freiburg im Breisgau, S. 238–254, ISBN 3-7841-1385-0 Lambertus
2002b: Social Work and Management in Germany. European Journal of Social Work, Volume 5, Issue 1, Oxford University Press. Bezug: www.tandfonline.com/doi/abs/10.1080/714052986
2000: Gemeinsam Kontrakte entwickeln. neue caritas, Freiburg im Breisgau., Heft 11
1999: Ergebnisorientierung in der Heimerziehung – eine neue Perspektive? Sonderveröffentlichung der Arbeitsgemeinschaft für erzieherische Hilfen (AFET) Hannover, Heft 4
1998: "Der erste Tag"? Krisen bewältigen – Lebenswelten entwickeln. Forum Erziehungshilfen. Hrsg. von der Internationalen Gesellschaft für erzieherische Hilfen Frankfurt am Main, Heft 5
1996a: Kooperation mit Eltern – vom Chaos zur Ordnung. Wertschätzung elterlicher Verantwortung und Kompetenz. Zus. mit Müller-Fritsch, Monika. Neue Schriftenreihe der Arbeitsgemeinschaft für erzieherische Hilfen (AFET) Heft 52, Hannover
1996b: Heimerziehung als kritisches Lebensereignis. VOTUM Verlag Münster 1996.
1995a: Geteilte Lebenswelt. Jugendwohl, Freiburg im Breisgau, Heft 6
1995b: Bestandsaufnahme zur Heimerziehungsforschung. In: Wissenschaftliche Informationsschriften der Arbeitsgemeinschaft für Erziehungshilfe (AFET) e.V. – Bundesvereinigung. Heft 13. Hannover.
1994: Was hat die Forschung zur/der Heimerziehung gebracht? Neue Praxis, Neuwied, Heft 6
2017: mit Sabine Schäper. Der postgraduale Masterstudiengang Sozialmanagement an der KatHO NRW, Abteilungen Münster und Paderborn. In: Katholische Hochschule NRW, Abteilung Münster (Hrsg.): Von der Schule zur Hochschule. 100 Jahre Qualifizierung für soziale Berufe in Münster, 1917–2017. Berlin, S. 218–231
2017: mit Sabine Schäper und Kolja Heckes. Netzwerke: Gemeinsames Referenzthema der konsekutiven Masterstudiengänge in der Sozialen Arbeit und Heilpädagogik. In: Katholische Hochschule NRW, Abteilung Münster (Hrsg.): Von der Schule zur Hochschule. 100 Jahre Qualifizierung für soziale Berufe in Münster, 1917–2017. Berlin, S. 180–192
2017: mit Martin Klein. Die Zukunft der Geschichte – Lehre und Digitalisierung. In: Katholische Hochschule NRW, Abteilung Münster (Hrsg.): Von der Schule zur Hochschule. 100 Jahre Qualifizierung für soziale Berufe in Münster, 1917–2017. Berlin, S. 150–158
2004a: mit Sabine Schäper. Lässt sich Beziehungsarbeit managen? Neue Anforderungen an Leitungskräfte erfordern neue Ausbildungspläne. Heilpädagogik.de, Kiel Heft 4
2004b: mit Sabine Schäper. Lässt sich Beziehungsarbeit managen? Neue Anforderungen an Leitungskräfte erfordern neue Ausbildungspläne. KFHNW Jahrbuch 2004. Geringfügig veränderte und ergänzte Fassung. Münster